# Ahvenlampi (sjö i Kemijärvi, Lappland)
Ahvenlampi är en sjö i kommunen Kemijärvi i landskapet Lappland i Finland. Arean är 45 hektar och strandlinjen är 4,31 kilometer lång. Sjön  ingår i Kemi älvs huvudavrinningsområde.   Den ligger omkring 80 kilometer nordöst om Rovaniemi och omkring 760 kilometer norr om Helsingfors. 